# دیدگاه‌های مذهبی آلبرت اینشتین

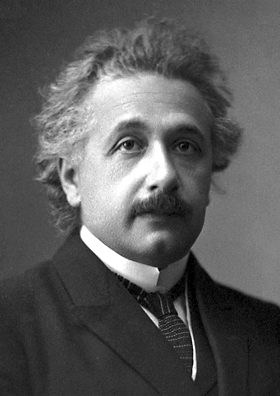
آلبرت اینشتین، ۱۹۲۱

دیدگاه‌های مذهبی آلبرت اینشتین به‌طور گسترده مورد مطالعه قرار گرفته‌اند. او بی‌دین بود و به گفته خودش به همه‌خدایی باروخ اسپینوزا معتقد بوده اما به یک خدای شخص‌‎وار معتقد نبوده بلکه آن را نقد می‌کرد. او همچنین خودش را ندانم‌گرا معرفی می‌کرد در حالی که خودش را از برچسب بی‌خدا مجزا دانسته و ترجیح می‌داد که همان‌طور که خودش می‌گوید «یک دیدگاه انسانی نسبت به ضعف هوش ادراکی ما انسان‌ها دربارهٔ درک طبیعت و وجود خودمان» داشته باشد. او همچنین اظهار داشته که به دنیای بعد از مرگ باور نداشته و گفته: «یک زندگی برای من کافی است.»
اینشتین در آخرین نوشته‌های خود در مورد وجود خدا و دین، نه‌تنها اظهار دین نکرد، بلکه خدا و دین را «محصول ضعف انسانی» خوانده و کتب مقدس را «پر از افسانه‌های ابتدایی» می‌دانست. اینشتین در نامه‌ای که یک سال پیش از مرگ خود در سال ۱۹۵۴ و به زبان آلمانی نوشته‌است چنین می‌نویسد: «واژه خدا برای من چیزی جز محصول ضعف انسانی نیست و کتاب مقدس پر از افسانه‌های ابتدایی است».
در نامه‌ای از اینشتین که پس از ۵۰ سال از یک کلکسیون شخصی در لندن به مزایده گذاشته شد وی ادیان و مذاهب را «خرافاتی بچگانه» می‌نامد. در عین حال کماکان به مراسم آیینی مذاهب نظیر یهودیت، مسیحیت و … با دیده احترام می‌نگرد. لکن وی هرگز مقوله دین را فراتر از رسوم و تشریفاتی برای عوام ندانست.
همچنین او همیشه نسبت به اینکه یک بی‌خدا در نظر گرفته شود، اعتراض داشت.

## جملات مذهبی اینشتین
- من یک شخص عمیقاً معتقد به بی اعتقادی هستم و این تا اندازه‌ای نوع جدیدی از مذهب محسوب می‌شود.[۸]
- ایده یک خدای شخص‌‎وار برای من کاملاً بیگانه و حتی از روی ساده لوحی است.[۹]
- من عضوی از قوم یهود هستم و با ذهنیت و خلقیات آنها کاملاً جوش خورده‌ام. اما این قوم برای من برتری خاصی نسبت به دیگران ندارد. به همین دلیل جنبه برگزیده‌ای در آنها نمی‌بینم.[۱۰]
- هر چه بیشتر در اسرار طبیعت غرق می‌شوم بیشتر معتقد می‌شوم. (البته منظور وی از معتقد در اینجا اعتقاد شخصی خودش است و ربطی به باورهایی که در مذاهب آمده، ندارد.[۱۱])
- آنچه که شما دربارهٔ اعتقادات مذهبی من خوانده‌اید به‌طور قطع دروغ است. دروغی که به نحوی نظام‌مند مکرراً تکرار شده‌است. من به یک خدای شخص‌‎وار اعتقاد ندارم و هیچگاه هم این را کتمان نمی‌کنم و آن را به‌طور واضح بیان می‌کنم. اگر اعتقادی در درون من باشد که بتوان آن را مذهب نامید. آن به‌طور قطع تحسین ساختار کائنات است که دانش ما تا به امروز نشان داده‌است.[۱۲]
- در نامه‌ای از اینشتین که پس از ۵۰ سال از یک کلکسیون شخصی در لندن به مزایده گذاشته شد وی ادیان و مذاهب را «خرافاتی بچگانه» می‌نامد[۵][۶] و با انتشار این نامه مشاجره‌های طولانی که بین طرفداران و مخالفان دین دربارهٔ گفته مشهور وی «علم بدون دین لنگ است و دین بدون علم کور است»، مطرح بود به پایان رسید:[۵]
- اکنون، با وجود اینکه محدودهٔ علم و دین در حیطه خود، به‌طور شفاف روی یکدیگر خط می‌کشند اما بین هر دو روابط و وابستگی‌های دوجانبه و قوی وجود دارد. اگرچه دین ممکن است هدف را تعیین کند، با این حال از علم می‌آموزد، از دیدگاهی وسیع‌تر، چیزی که مهم است به دستیابی هدفی که تعیین شده کمک می‌کند. اما علم فقط می‌تواند به‌واسطه آنهایی ایجاد شود که به‌طور کامل تحت تأثیر اشتیاق به راستی و صداقت و فهمیدن قرار دارند و این منبع احساس، به‌هرحال، از حوزهٔ دین سرچشمه می‌گیرد. به این خاطر به ایمان به امکان اینکه قواعد جهان هستی منطقی هستند تعلق دارد و به عبارت دیگر برای استدلال قابل درک است. من نمی‌توانم یک دانشمند اصیل بدون ایمان عمیق به هدف را درک کنم. شرایطی که می‌توان به این صورت منعکس کرد که: علم بدون دین لنگ است و دین بدون علم کور است.[۱۳][۱۴][۱۵]
من یک آتئیست نیستم و فکر نمی‌کنم بتوانم خودم را پانتئیست بنامم.[۱۶] 
در جهان انسجام و هماهنگی وجود دارد که من با عقل محدودم می‌توانم آن را درک کنم، با این وجود مردمانی یافت می‌شوند که می‌گویند: خدایی وجود ندارد! اما آنچه حقیقتاً مرا خشمگین می‌سازد اینست که آنها از سخنان من در راستای تایید این چنین نظراتی که دارند، استفاده می‌کنند.[۱۷]

## باورهای مذهبی

### خدای شخص‌‎وار
اینشتین در نامه‌ای به سال ۱۹۴۷ ابراز کرد: «به نظر من ایده خدای شخص‌‎وار، یک مفهوم بشری است که نمی‌توانم آن را جدی بگیرم» و در نامه ای به بیتریس فرولیش (Beatrice Frohlich) در ۱۷ دسامبر ۱۹۵۲ عنوان می‌کند: «برای من، ایده خدای شخص‌‎وار کاملاً غریب بوده و حتی به نظرم ساده‌لوحانه است.»
در ۲۲ مارس ۱۹۵۲ اینشتین نامه‌ای از جوزف دیسپنتیره (Joseph Dispentiere) که یک مهاجر ایتالیایی بود، دریافت کرد. دیسپنتیره خداناباور بود و از این که رسانه‌ها اینشتین را یک فرد مذهبی معرفی می‌کردند، مأیوس شده بود. اینشتین در ۲۴ مارس ۱۹۵۲ در جواب وی نوشت: «به‌طور حتم هر چه که شما در مورد اعتقادات مذهبی من می‌خوانید دروغ است، دروغی که به صورت هدفمند تکرار می‌شود. من به خدای شخص‌‎وار اعتقاد ندارم و هرگز این موضوع را کتمان نکرده و آشکارا بیان کرده‌ام. اگر در وجود من چیزی وجود دارد که می‌شود اسم آن را «مذهبی» گذاشت، تحسین بی‌حد و مرز ساختار جهان است که دانش ما تاکنون توانسته کشف کند.»